# 戴维·戴维斯 (游泳运动员)
戴维·戴维斯（英語：David Davies，1985年3月3日—），英国男子游泳运动员。他曾代表英国参加2004年、2008年和2012年夏季奥林匹克运动会游泳比赛，获得一枚银牌和一枚铜牌。